# Little Rock Challenger 2023
Il Little Rock Challenger 2023, noto anche come UAMS Health Little Rock Open, è stato un torneo maschile di tennis giocato sul cemento. È stata la 4ª edizione del torneo, facente parte della categoria Challenger 75 nell'ambito dell'ATP Challenger Tour 2023. Si è giocato al Rebsamen Tennis Center di Little Rock, negli Stati Uniti, dal 29 maggio al 4 giugno 2023.

## Partecipanti

### Teste di serie
| Nazionalità   | Giocatore                 | Ranking* | Testa di serie |
| ------------- | ------------------------- | -------- | -------------- |
| Taipei cinese | Wu Tung-lin               | 182      | 1              |
| Stati Uniti   | Nicolas Moreno de Alboran | 187      | 2              |
| Australia     | Marc Polmans              | 194      | 3              |
| Francia       | Antoine Escoffier         | 202      | 4              |
| Giappone      | Yasutaka Uchiyama         | 221      | 5              |
| Argentina     | Juan Pablo Ficovich       | 223      | 6              |
| Tunisia       | Aziz Dougaz               | 226      | 7              |
| Stati Uniti   | Tennys Sandgren           | 244      | 8              |

* Ranking al 22 maggio 2023.

### Altri partecipanti
I seguenti giocatori hanno ricevuto una wild card per il tabellone principale:
- Tristan Boyer
- Aidan Mayo
- Nathan Ponwith

Il seguente giocatore è entrato in tabellone con il ranking protetto:
- Thai-Son Kwiatkowski

I seguenti giocatori sono passati dalle qualificazioni:
- Adam Walton
- Maks Kaśnikowski
- Beibit Zhukayev
- Peter Gojowczyk
- Christian Langmo
- Michael Zheng

## Punti e montepremi
| Torneo    | Torneo              | V      | F     | SF    | QF    | 2T    | 1T  | Q | Q2  | Q1  |
| Singolare | Punti               | 75     | 50    | 30    | 16    | 7     | 0   | 4 | 2   | 0   |
| Singolare | Premi in denaro ($) | 10,840 | 6,355 | 3,780 | 2,200 | 1,300 | 780 | – | 390 | 200 |
| Doppio    | Punti               | 75     | 50    | 30    | 16    | –     | 0   | – | –   | –   |
| Doppio    | Premi in denaro ($) | 4,645  | 2,700 | 1,630 | 965   | –     | 545 | – | –   | –   |

## Campioni

### Singolare
Mark Lajal ha sconfitto in finale  Beibit Zhukayev con il punteggio di 6–4, 7–5.

### Doppio
Nam Ji-sung /  Artem Sitak hanno sconfitto in finale  Alexis Galarneau /  Nicolas Moreno de Alboran con il punteggio di 6–4, 6–4.